# Bear Creek (contea di Sauk)
Bear Creek è un centro abitato (town) degli Stati Uniti d'America situato nella contea di Sauk nello Stato del Wisconsin. La popolazione era di 497 persone al censimento del 2000. La città prende il nome dal Bear Creek, un flusso del fiume Wisconsin. La comunità incorporata di Loreta si trova nella città.

## Geografia fisica
Secondo lo United States Census Bureau, ha un'area totale di 49,7 miglia quadrate (128,7 km²).

## Società

### Evoluzione demografica
Secondo il censimento del 2000, c'erano 497 persone.

### Etnie e minoranze straniere
Secondo il censimento del 2000, la composizione etnica della città era formata dal 99,60% di bianchi e lo 0,40% di altre razze. Ispanici o latinos di qualunque razza erano lo 0,80% della popolazione.